# Procule de Bologne
Pour les articles homonymes, voir Saint Procule.
Saint Procule ou Procole, en latin Sanctus Proculus, martyr à Bologne vers 304 est vénéré par l'Église catholique. Fête le 1er juin.

## Histoire
Procule a été un officier romain persécuté sous Dioclétien. Il est nommé par Victrice de Rouen et Paulin de Nole qui l'associe aux martyrs Vital et Agricola. Son culte à Bologne a des origines très anciennes.